# 살뤼 레 코팽
살뤼 레 코팽(프랑스어: Salut les copainsi)은 1962년부터 2006년까지 발행된 프랑스의 유명 음악 버라이어티 잡지로, 이후 살루트!로 변경되었다.